# Heba Hagrass
Heba Hagrass (* vor 1975) ist eine ägyptische Soziologin. Sie arbeitet seit 1989 im Bereich Behindertenrechte und ist selbst als Gehbehinderte auf einen Rollstuhl angewiesen. Sie ist seit 2023 UN-Sonderberichterstatterin für die Rechte von Behinderten.

## Karriere
Heba Hagrass studierte Soziologie an der American University in Cairo mit Spezialisierung auf die Behindertenrechte, Geschlechterfragen und Arbeitswelt. Sie promovierte 2010 an der University of Leeds.
Heba Hagrass ist seit 1989 in Ägypten, in der arabischen Welt und global als Aktivistin und Beraterin im Bereich Behindertenrechte tätig.
Sie ist Gründungsmitglied der Arabischen Organisation für Menschen mit Behinderungen (1998), in der sie bis 2008 aktiv war, unter anderem als Leiterin des Frauenausschusses. Zwischen 1997 und 2000 war sie Mitglied des Arabischen Forums für Sozialwissenschaften und Gesundheit.
Auf internationaler Ebene war Hagrass insbesondere als Vertreterin von Frauen mit Behinderungen an der Formulierung des Übereinkommens über die Rechte von Menschen mit Behinderungen (CRPD) von 2006 beteiligt. In Ägypten war sie außerdem Mitglied des Ausschusses zur Ausarbeitung der Nationalen Menschenrechtsstrategie Ägyptens und Gründungsmitglied der Inclusive Education Foundation, die sich maßgeblich für die Einführung der  inklusiven Bildung im Jahr 2009 einsetzte. Bis 2015 war sie  Generalsekretärin des ägyptischen Nationalen Rates für Behindertenfragen. Sie ist auch Vorstandsmitglied im Nationalen Rates für Frauen.
Von 2015 bis 2020 war Hagrass Mitglied des ägyptischen Parlaments. In dieser Funktion legte sie fünf Gesetzesentwürfe zu den Rechten von Menschen mit Behinderungen in verschiedenen gesellschaftlichen Bereiche vor.
Zwischen 2017 und 2020 war Hagrass Mitglied des Verwaltungsrats des National African Peer Review Mechanism. Darüber hinaus war sie als Beraterin für UN-Organisationen, die International Disability Alliance, der CBM Advisory Group, Disabled Peoples’ International, Rehabilitation International, Save the Children UK, Plan Egypt, der Coptic-Evangelical Organization for social services, der Arab Labor Organization und verschiedenen ägyptischen Ministerien tätig.

## UN-Sonderberichterstatterin
Am 1. November 2023 wurde Heba Hagrass als Nachfolgerin des Iren Gerard Quinn zur Sonderberichterstatterin für die Menschenrechtssituation von Behinderten beim UN-Menschenrechtsrat ernannt.
In ihrer Rede auf der Eröffnungssitzung der Konferenz der Vertragsstaaten des Übereinkommens über die Rechte von Menschen mit Behinderungen (COSP-17) im Juni 2024 erklärte Heba Hagrass, dass sie zuversichtlich sei bezüglich der Einbeziehung und Teilhabe von Menschen mit Behinderungen an den Zielen für nachhaltige Entwicklung. In der Entwicklung neuer Technologien wie der künstlichen Intelligenz (KI) lägen Chancen für die Rechte von Menschen mit Behinderungen, wenn sie in die Gestaltung und die Vorschriften einbezogen werden, um diskriminierende Auswirkungen zu verhindern.
Sie begrüßte die rasante Weiterentwicklung von Hilfsmitteln, die die Kommunikation unterstützen, wie automatische Untertitelung, Eye-Tracking und Spracherkennungssysteme. Um die Chancen neuer Technologien zu nutzen und einen gleichberechtigten Zugang zum Arbeitsmarkt zu erhalten, sei eine inklusive und qualitativ hochwertige Bildung in Bezug auf digitale Fähigkeiten und Anwendungen insbesondere auch für Frauen und Mädchen mit Behinderungen wesentlich.

## Publikationen (Auswahl)
- Heba Hagrass: Marginality and Exclusion in Egypt. Januar 2012, Disability in transition in Egypt: between marginalization and rights, doi:10.5040/9781350221260.ch-012 (englisch).
- Heba Hagrass: Women with Disability and Employment in Egypt. In: Al-Raida Journal. Januar 1970, doi:10.32380/alrj.v0i0.319 (englisch).
- Heba Hagrass: A/HRC/55/56: Rights of persons with disabilities - Report of the Special Rapporteur on the rights of persons with disabilities. 29. Januar 2024 (englisch).